# Comuna Asenovgrad, Plovdiv
Asenovgrad (în bulgară Асеновград) este o comună în regiunea Plovdiv, Bulgaria, formată din orașul Asenovgrad și 29 de sate. 

## Localități componente

### Orașe
- Asenovgrad

### Sate
| - Boianți - Bor - Cerven - Dobrostan - Dolnoslav - Gornoslav - Izbeglii - Izvorovo - Jălt Kamăk - Konuș | - Kosovo - Kozanovo - Lenovo - Mostovo - Muldava - Narecenski Bani - Novakovo - Novi Izvor - Oreșeț | - Patriarh Evtimovo - Sini Vrăh - Stoevo - Topolovo - Tri Moghili - Uzunovo - Vrata - Zlatovrăh - Bacikovo - Leaskovo |

## Demografie
Componența etnică a obștinei Asenovgrad
     Bulgari (70,65%)
     Turci (18,46%)
     Nicio identificare (9,72%)
     Altele (1,85%)
La recensământul din 2011, populația comunei Asenovgrad era de 64.034 locuitori. Din punct de vedere etnic, majoritatea locuitorilor (70,65%) erau bulgari, cu o minoritate de turci (18,46%). Pentru 9,72% din locuitori nu este cunoscută apartenența etnică.